# 妙覚寺 (富士宮市)
妙覚寺（みょうかくじ）は、静岡県富士宮市猫沢にある日蓮宗の寺院。山号は正和山。旧本山は身延山久遠寺の宿坊竹之坊。鏡師法縁。

## 歴史
- 正和2年（1313年）正覚院日修を開山に創建された。

## 境内
- 猫沢公園に隣接し小川が流れている。行学院日朝を祀る。

## その他
- 猫沢法難　江戸時代の弘化3年（1846年）に付近で起きた宗教弾圧。

## 参考資料
- 日蓮宗寺院大鑑編集委員会『宗祖第七百遠忌記念出版 日蓮宗寺院大鑑』大本山池上本門寺 (1981年)
- 若林淳之監修『駿河の古寺』静岡郷土出版社（1989年）

## 公式サイト
- 公式ウェブサイト（日本語）